# Bahnstrecke Wallwitz–Wettin
| Streckennummer (DB): | 6911                           |                            |                            |
| Kursbuchstrecke: | 152u (1934) 204 g (1944, 1948) |                            |                            |
| Streckenlänge: | 9 km                           |                            |                            |
| Spurweite: | 1435 mm (Normalspur)           |                            |                            |
| Maximale Neigung: | 25 ‰                           |                            |                            |
| Minimaler Radius: | 300 m                          |                            |                            |
| Streckengeschwindigkeit: | 30 km/h                        |                            |                            |
| |                                |                            |                            |
| \| \| \| Strecke von Vienenburg \| \| \| \| 0,00 \| Wallwitz (Saalkr) \| 129 m ü. NN. \| \| \| \| Strecke nach Halle (Saale) \| \| \| \| 0,69 \| Wallwitz (Saalkr) West \| Wallwitz (Saalkr) West \| \| \| 2,71 \| Morl früher Beidersee \| 156 m ü. NN. \| \| \| 5,03 \| Gimritz \| Gimritz \| \| \| \| Straße Gimritz–Wettin \| \| \| \| 9,64 \| Wettin (Saale) \| 73 m ü. NN. \| |                                |                            |                            |
| Strecke |                                | Strecke von Vienenburg     | Strecke von Vienenburg     |
| Bahnhof | 0,00                           | Wallwitz (Saalkr)          | 129 m ü. NN.               |
| Abzweig ehemals geradeaus und nach links |                                | Strecke nach Halle (Saale) | Strecke nach Halle (Saale) |
| Bahnhof (Strecke außer Betrieb) | 0,69                           | Wallwitz (Saalkr) West     | Wallwitz (Saalkr) West     |
| Bahnhof (Strecke außer Betrieb) | 2,71                           | Morl früher Beidersee      | 156 m ü. NN.               |
| Bahnhof (Strecke außer Betrieb) | 5,03                           | Gimritz                    | Gimritz                    |
| Brücke (Strecke außer Betrieb) |                                | Straße Gimritz–Wettin      | Straße Gimritz–Wettin      |
| Kopfbahnhof Streckenende (Strecke außer Betrieb) | 9,64                           | Wettin (Saale)             | 73 m ü. NN.                |

Die Bahnstrecke Wallwitz–Wettin war eine eingleisige nicht elektrifizierte Nebenbahn in Sachsen-Anhalt. Die circa 9 km lange Stichbahn wurde 1903 eröffnet und führte von Wallwitz an der Bahnstrecke Halle–Vienenburg nach Wettin. 1971 wurde die Strecke stillgelegt.

## Geschichte

### Vorgeschichte
Bis Ende des 18. Jahrhunderts gehörte Wettin durch Steinkohlenbergbau zu den wirtschaftlich bedeutenderen Orten der Region nördlich von Halle. Zu Beginn des 19. Jahrhunderts begann ein schrittweiser Niedergang, da die Steinkohlenförderung immer unrentabler wurde. So sank die Einwohnerzahl von circa 7.000 Menschen Ende des 18. Jahrhunderts bis 1825 auf unter 3.000 Einwohner. Auch die beginnende Industrialisierung erfasste Wettin nicht. Das größte Problem war die völlig unzureichende Verkehrsanbindung. Daher bemühte man sich schon in den 1860er Jahren um einen Eisenbahnanschluss. Anfragen an die Magdeburg-Halberstädter Eisenbahngesellschaft bei der Planung der 1871/72 eröffneten Strecke Halle–Aschersleben blieben erfolglos. Einerseits hätte die Strecke im Hochwassergebiet der Saale gelegen, andererseits wären die Baukosten in der felsigen Gegend um Wettin wesentlich höher gewesen. Immerhin erhielt Wettin eine Postkutschenverbindung zum weniger als 10 km entfernten Bahnhof Nauendorf.

### Betriebsgeschichte

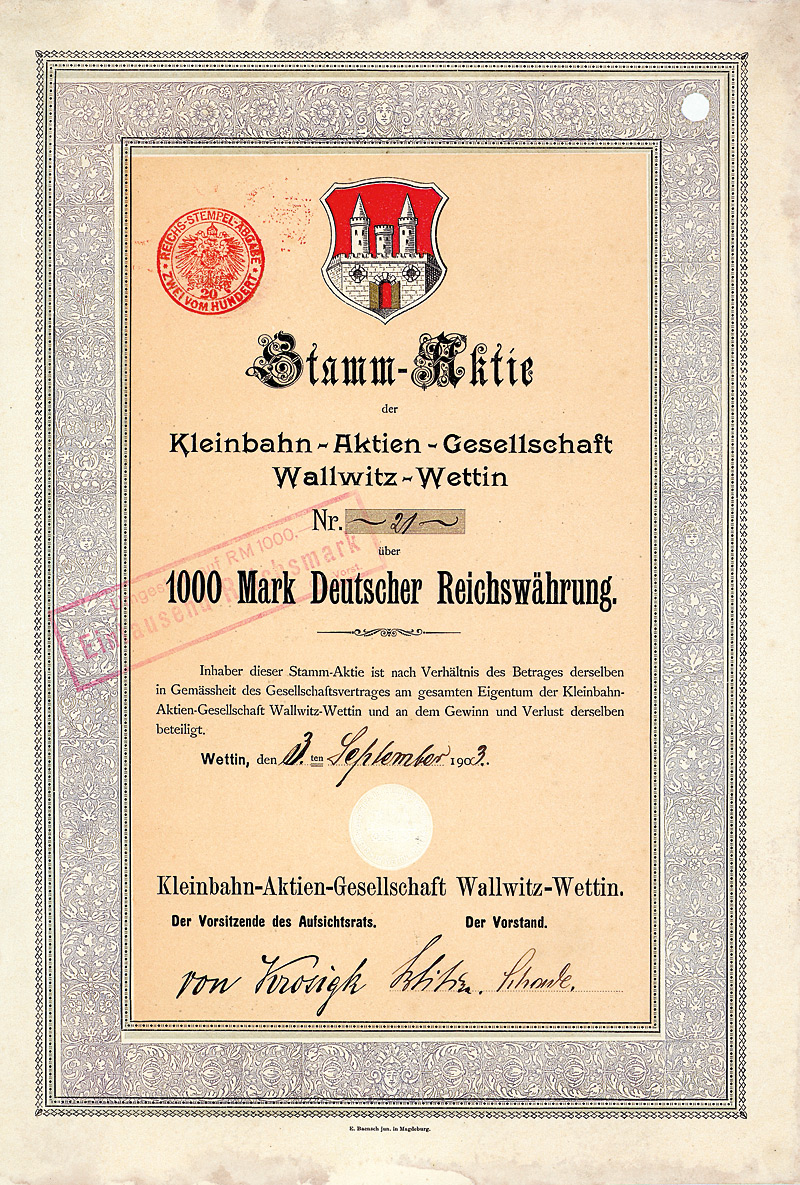
Aktie über 1000 Mark der Kleinbahn AG Wallwitz-Wettin vom 3. September 1903

Die 1901 gegründete Kleinbahn-AG Wallwitz-Wettin (KWW) eröffnete am 5. Juli 1903 die Bahnstrecke. Die Betriebsleitung hatte ihren Sitz in Wettin.
Die Gründer hatten das Kapital wie folgt eingebracht:
- das Königreich Preußen und die Provinz Sachsen je 345.000 Mark
- die Bahnbauunternehmung Becker & Co 140.000 Mark
- der Saalkreis 51.000 Mark
- die Stadt Wettin 48.000 Mark
- die Gemeinde Beidersee 16.000 Mark
- kleine Aktionäre 143.000 Mark

Die Firma lautete ab 28. Januar 1943 Eisenbahn-AG Wallwitz-Wettin.
Den Betrieb führte bis 1945/46 die Kleinbahnabteilung des Provinzialverbandes Sachsen in Merseburg. Dann ging die Bahn über auf die Sächsische Provinzbahnen GmbH und am 1. April 1949 auf die Deutsche Reichsbahn. Diese stellte den Personenverkehr am 26. Mai 1963 ein; der Güterverkehr endete am 1. Oktober 1971.

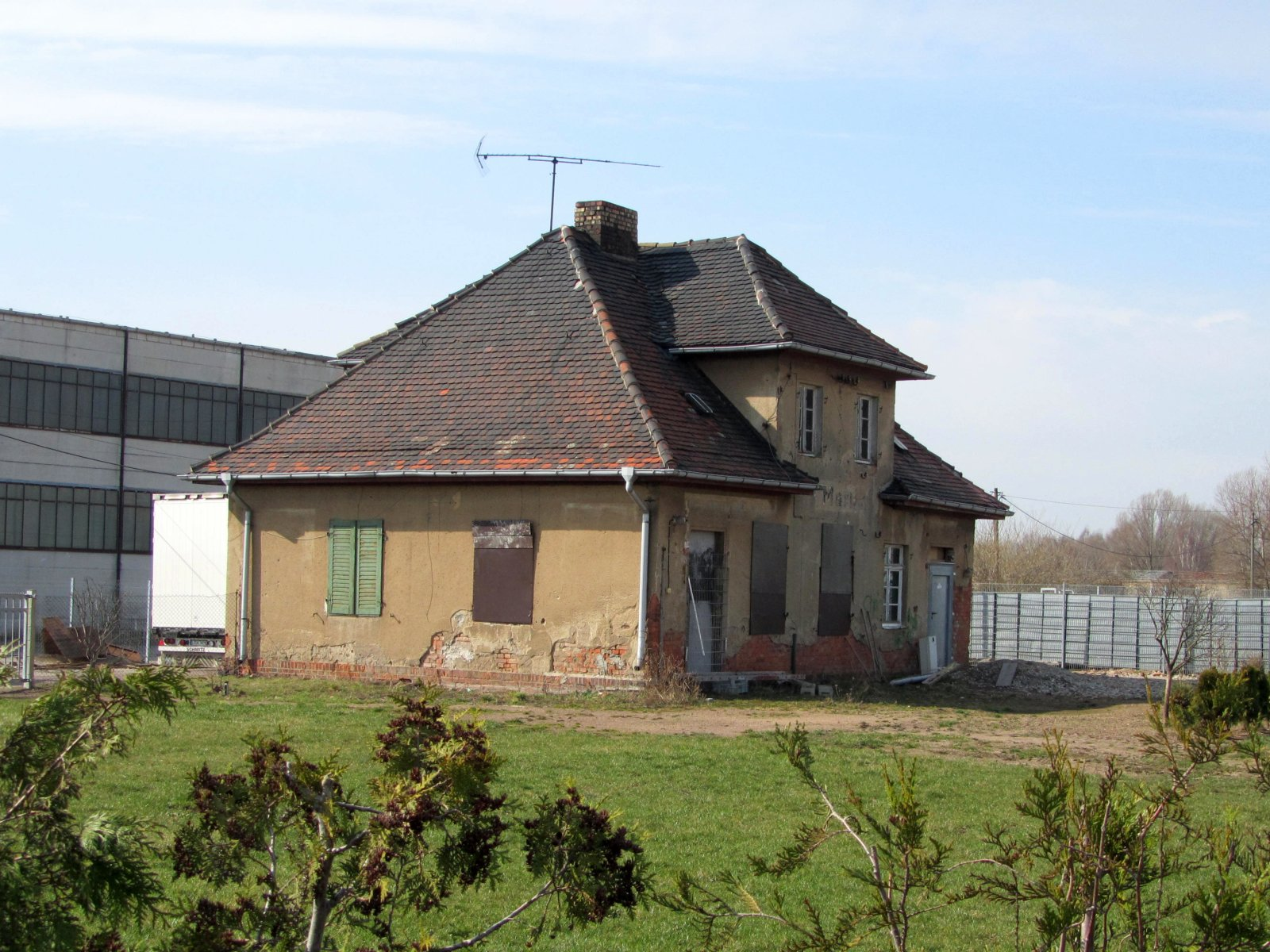
Ehemaliger Bahnhof Morl
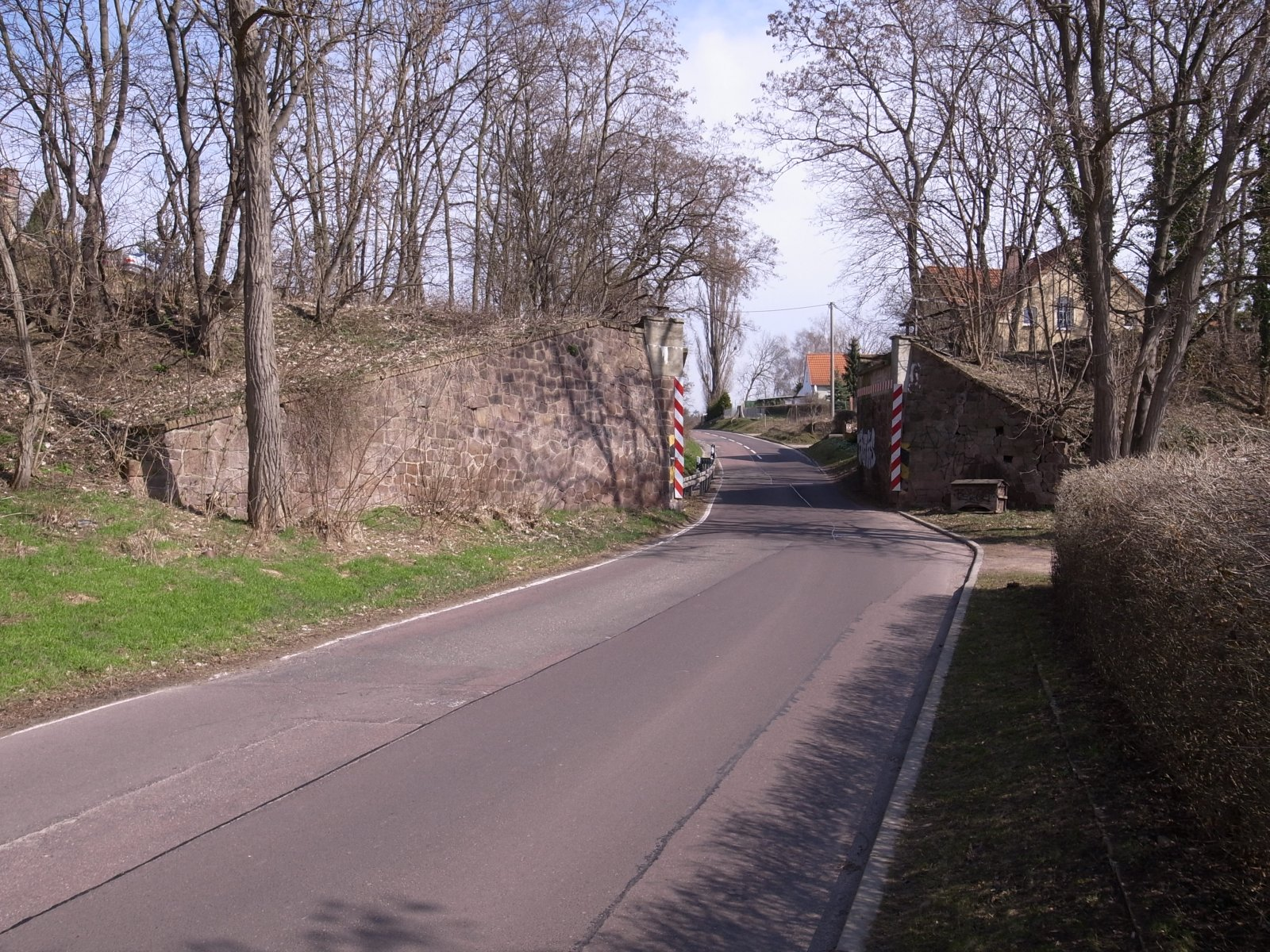
Brückenreste in Mücheln
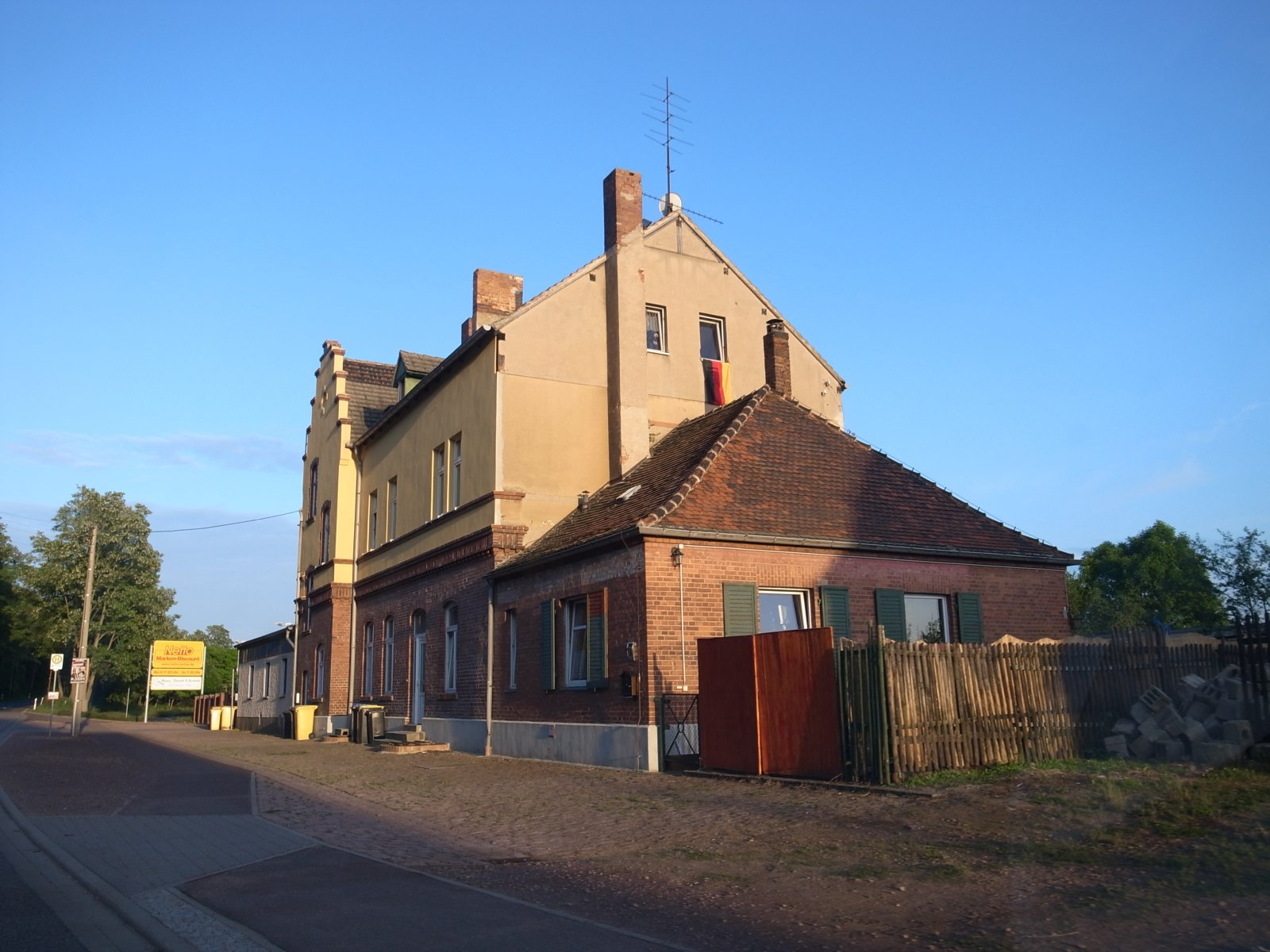
Ehemaliger Bahnhof Wettin

## Überlieferung
Die Schriftliche Überlieferung zur Kleinbahn-AG Wallwitz-Wettin befindet sich in der Abteilung Dessau des Landesarchivs Sachsen-Anhalt.